# Візантійсько-венеційський договір (1268)
Візантійсько-венеційський договір 1268 року — угода між відновленою Візантійською імперією та республікою Венеція про тимчасове перемир'я і припинення військових дій, які спалахнули після захоплення у 1261 році Константинополя нікейським імператором Михайлом VIII Палеологом і яка надала венеційським купцям дозвіл повернутись на ринки Візантії і дозвіл проходу в Чорне море.
Перший мирний договір між Візантією і Венецією був укладений у 1265 році, але Венеція не ратифікувала його. Проте захоплення в 1266 році влади в Сицилійському королівстві у Південній Італії Карлом Анжуйським та його гегемонські амбіції в регіоні Східного Середземномор'я, що загрожували не тільки Візантії, але й самій Венеції дали додатковий стимул для обох держав шукати примирення. У квітні 1268 року було укладено новий договір з більш сприятливими для візантійців умовами та формулюваннями. Він передбачав взаємне п'ятирічне перемир'я, звільнення в'язнів та реадмісію, а головне дозвіл на повернення венеційських купців в імперію. Багато торгових привілеїв, якими венеційці користувалися раніше в Латинській імперії, було відновлено, але на значно менш вигідних умовах для Венеції, ніж ті, які Михайло Палеолог був готовий надати в 1265 році. Хоча візантійці були змушені визнати венеційське володіння Критом та іншими територіями, захопленими після Четвертого хрестового походу, їм вдалося уникнути повного розриву з Генуєю, одночасно усунувши на деякий час загрозу венеційського флоту, який грав важливу роль в планах Карла Анжуйського по захопленню Константинополя.

## Передумови
Після захоплення Константинополя під час Четвертого хрестового походу в 1204 році, Венеційська республіка, яка надала хрестоносцям свій флот, отримала багато здобутків на території Візантійської імперії, зокрема три восьмих столиці Візантії — Константинополя і численні стратегічно розташовані колонії, включно з Критом. Захоплення Константинополя хрестоносцями відкрило для венеційської торгівлі Чорне море, а їх вплив у Константинополі забезпечив те, що по всій новоствореній Латинській імперії венеційці здобули привілейоване становище, яке забезпечило їм перевагу над їхніми давніми комерційними суперниками — співвітчизниками з морських республік Піза і Генуя.

### Візантійсько-генуезько-венеційські відносини після 1261 р

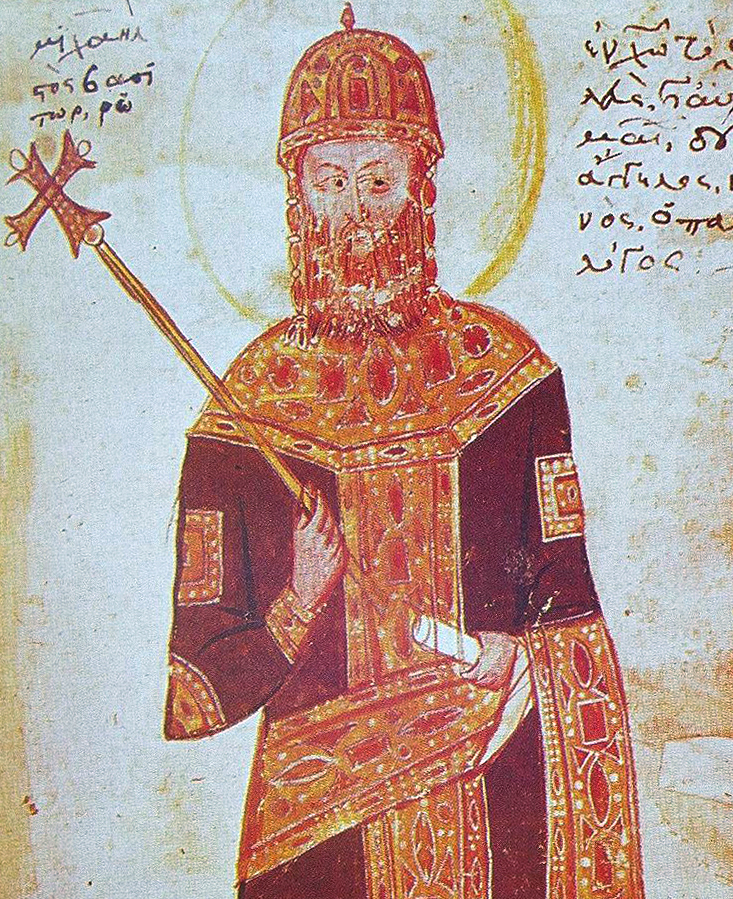
Імператор Михаїл VIII Палеолог (мініатюра XIV століття з " Історії " Георгія Пахімера).

Відвоювання Константинополя нікейським імператором Михайлом VIII Палеологом у 1261 році та відновлення Візантійської імперії під керівництвом династії Палеологів завдало серйозного удару по позиціям та інтересам Венеції на території відновленої Візантії. Генуезці, які саме в цей час вели з венеційцями затяжну війну Святого Сави (1256—1270) і самі мріяли про торгові преференції, які мала Венеціяна території Латинської імперії, могли стати природними союзниками Візантії. Тому, щоб протистояти потенційному нападу могутнього венеційського флоту, Палеолог за декілька місяців до захоплення Константинополя уклав з генуезцями Німфейський договір, який не тільки надав генуезцям великі привілеї, але й закріпив за ними колишні квартали та власність венеційців у Константинополі та погрожувала виключити венеційців з чорноморської торгівлі.
Спочатку венеційці спрямували свої зусилля на спроби організувати новий хрестовий похід і повернути трон скинутому візантійцями латинському імператору Балдуїну II, а венеційська дипломатія намагалась «об'єднати латинські проекти повернення столиці». Венеція, позбавлена доступу до Чорного моря та Константинополя своїм суперником, тепер дотримувалася двосторонньої стратегії: використання папства та загрози відлучення від церкви, щоб відірвати генуезців від візантійців, і отримання для кампанії проти Палеолога допомоги інших західних держав, таких як Сицилійське королівство короля Манфреда . Тим часом діяльність венеційського флоту в Егейському морі не дала жодних відчутних результатів. Влітку 1262 року венеційці відправили в Егейське море флот з 37 галер, який зустрів генуезький флот із 60 кораблів у Фессалоніках, але генуезці відмовилися від битви. В той же час піратським поход вельмож Негропонта, який об'єднався з Венецією, у Мармурове море був розбитий візантійсько-генуезькою ескадрою.
Однак у 1263 році битва при Сеттепоцці завершилася бузумовною перемогою венеційців, що в очах Палеолога значно зменшило цінність союзу з генуезьцями , якого дратували переваги генуезьких капітанів атакувати венеційців перевозив кораблі заради здобичі, а не допомагав постачати свої сили, що воюють у Мореї, і був стурбований зростанням генуезького впливу на його власну столицю, оскільки вони загрожували придбати ще більший контроль над торгівлею, ніж коли-небудь володіли венеційці. Незабаром після битви Михаїл VIII звільнив зі своєї служби шістдесят генуезьких кораблів, які Генуя зобовязався поставити йому згідно Нікеського договору.. Обидві сторони ставали все більш недовірливими один до одного, і Михаїл почав затримувати виплати екіпажам генуезьких кораблів. Візантійсько-генуезький розрив ще більше поглибився в 1264 році, коли генуезький подеста в Константинополі був звинувачиний в участі у змові здати місто Манфреду Сицилійському, після чого імператор вигнав генуезців з міста до Гераклеї Перинфської.

### Нератифікований договір 1265 р
Потім Палеолог відправив венеційського військовополоненого Арріго Тревізано своїм посланцем до Венеції. Дож Реньєро Дзено відправив Тревізано назад до Константинополя разом із Бенедетто Гріллоне, яких, у свою чергу, замінили Якопо Дольфін і Якопо Контаріні. 18 червня 1265 року між Палеологом і венеційськими посланцями в Константинополі було підписано перший договір про перемир'я. Його умови були дуже вигідними для венеційців і, на думку Геанакопла, майже відновили б для неї становище, яким вона користувалася до 1261 року. Грецький і латинський тексти договору збереглися в колекції «Венеційські дипломатичні документи», складеної Готлібом Тафелем і Георгом Томасом і опублікованої Імператорською академією наук у Відні.
Його основними положеннями були:
1. Передача Венеції узгоджених кварталів для її колоністів у Константинополі, Фессалоніках та інших візантійських містах із визнанням венеційського бейло головним венеційським чиновником в Імперії [15] [17];
2. Венеційські купці були звільнені від усіх податків в імперії [14];
3. Генуезці мали бути повністю вигнані з Імперії, і будь-які майбутні договори Візантії з Генуєю потребували б згоди Венеції[15][18];
4. Венеція залишалася б у мирі з Візантією, навіть якщо б дружня держава — папство, Франція, Сицилія, Кастилія, Арагон, Англія, Карл Анжуйський, Піза та Анкона — напала на Константинополь[18][19];
5. У випадку нападу на Візантію генуезців, Венеція мала прийти на допомогу місту з флотом, рівним за розміром флоту Генуї[18];
6. Венеційське володіння Критом і двома форпостами Модон і Корон в Мореї визнавались Палеологом[15][18].
7. Палеологи отримали вільні руки в боротьбі з латинськими володарями Негропонте та інших островів в Егейському морі, тоді як венеційським громадянам було заборонено допомагати їм в обмін на гарантію їхньої власності та положення на острові[15][18].
8. Інші латинські території в Егейському морі, захоплені після Четвертого хрестового походу, включаючи феодальні володіння князівства Ахея, мали бути повернуті Палеологу[18][20].

Договір не був ратифікований дожем з незрозумілих причин: згідно з Геанакоплом, або венеційці витлумачили поступки Палеолога як ознаку слабкості, або не довіряли його кінцевим намірам, оскільки його бажання відновити Візантійську імперію до її кордонів до 1204 року було очевидні й безпосередньо торкалися їхніх власних володінь у цьому районі. Крім того, як зазначає Дональд Нікол, Зенон все ще дорожив титулом, присвоєним у 1204 році, «Володар однієї чверті та однієї восьмої частини Романської імперії» (лат. dominus quartae partis et dimidiae totius Imperii Romaniae), і не погодився б прийняти договір, який визнавав би його лише «дожем Венеції та володарем Хорватії, Далмації та інших місць і островів, що підлягають його владі» (Dux Venetiarum et dominator Chroatiae et Dalmatiae et omnium aliarum terrarum et insularum suae , грец. δοὺξ Βενετίας καὶ ἐξουσιαστὴς Χορβατίας, Δαλματίας καὶ τῶν ὑπὸ τὴν ἐξουσίαν αὐτοῦ λοιπῶν χωρῶν τε καὶ νησίων), що фактично зменшило його становище та повернуло відносини між Венецією та Константинополем до статусу-кво, яке існувало до 1204 року. Венеція, можливо, сподівалася забезпечити або навіть посилити свої позиції в регіоні за допомогою або Манфреда Сицилійського, або його потенційного наступника Карла Анжуйського, нового і амбітного претендента на верховну владу в Італії, чиї остаточні плани щодо Константинополя були загальновідомі до такого ступеня, що згадку про нього навіть включили до проекту договору.

### Піднесення Карла Анжуйського

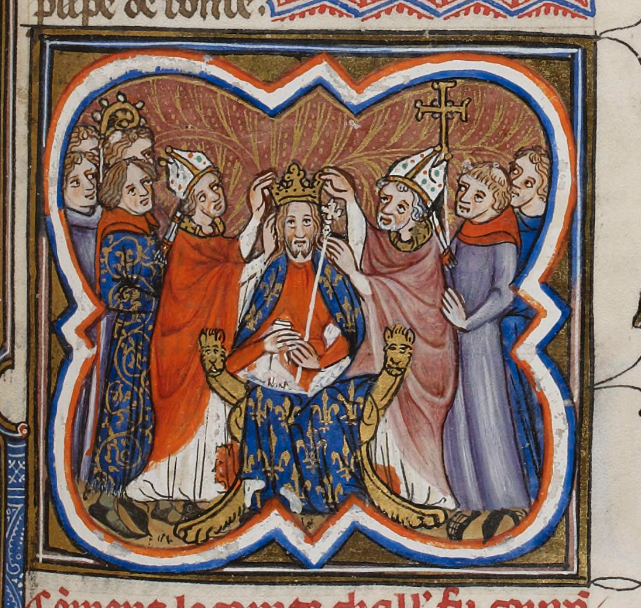
Коронація Карла Анжуйського як короля Сицилії (мініатюра XIV ст.). Його імператорські амбіції змусили Палеолога шукати примирення з Венецією.

Після своєї вирішальної перемоги над Манфредом у битві при Беневенто в лютому 1266 року, Карл Анжуйський, тепер володар Сицилійського королівства у південній Італії, почав планувати реалізацію своїх амбіцій проти Константинополя. Його плани були оприлюднені у Вітербському договорі в травні 1267 року, укладеному між Карлом, латинським імператором Балдуїном у вигнанні, папством і князівством Ахея. Карл пообіцяв допомогти Балдуїну повернути його столицю та території, які колись належали Латинській імперії, в обмін на кілька територіальних поступок в Егейському морі та на західних Балканах, а також на сюзеренітет над Ахеєю. Намагаючись залучити до цієї угоди обережних венеційців, їм пообіцяли повне відновлення прав, якими вони користувалися після 1204 року. В цей час занепокоєний амбіціями Карла і після відмови Венеції від укладення спільної угоди, Палеолог знову повернувся до співпраці з Генуєю і дозволив їй заснувати генуезьку колонію в Галаті, що розташовувалась на протилежному від Константинополя березі затоки Золотий Ріг.
Ці події також занепокоїли венеційців: їхня торгівля зі Сходом значно постраждала після візантійського альянсу з Генуєю, тоді як реалізація імперських амбіцій Карла Анжуйського в східній Адріатиці та Греції, враховуючи вже наявні у нього території у західній Адріатиці на півдні Італії, потенційно загрожувала можливості свободного виходу венеційських кораблів з Адріатичного моря в Середземе. Отже, 1 листопада 1267 року дож Реньєро Зено послав двох повноважних послів, Марко Бембо та П'єтро Зено, для переговорів про угоду з Палеологом.

## Договір 1268 року
Візантійсько-венеційський договір був укладений 4 квітня 1268 року в Константинополі. Оскільки позиції Палеологів у переговорах з Венецією з 1265 року покращились, умови нової угоди були значно менш вигідними для венеційців, які, крім того, були змушені визнати за Палеологом титул imperator et moderator Romanorum («імператор і правитель римлян»), а не Graecorum («греків»), як у 1265 році, і з улесливою назвою «новий Костянтин», яку прийняв Палеолог після повернення Константинополя. Договір був ратифікований дожем Дзено 30 червня, який помер через кілька днів. Палеологи швидко відправили послів до Венеції, Георгія Циміскіса та Георгія Калодуку, які 30 липня змогли забезпечити її визнання наступником Зенона, новим дожем Лоренцо Тьєполо .

### Умови
Латинський текст договору опубліковано в збірці венеційських документів Тафеля і Томаса. Умови договору були такими:
1. Перемир'я тривалістю п'ять років як на суші, так і на морі, починаючи з 4 квітня 1268 року, між Венеційською Республікою та «Романською Імперією». Венеція зобов'язалася не нападати на Візантію чи будь-яку підвладну їй територію, а також не вступати в союз з будь-якою силою проти неї — чітке посилання на Карла Анжуйського — і не дозволяти капітанам чи вельможам венеційських кораблів вступати в контакти з «іншими королями, князями, баронами чи графів» у планах проти візантійських територій, а також Венеція не дозволила використовувати венеційські кораблі для перевезення військ проти територій імператора[30][35][36].
2. Усі грецькі в'язні, яких утримували на Криті, Модоні та Короні, Негропонті чи в інших місцях, будуть негайно звільнені, і вони зможуть залишитися в тих самих місцях або вирушити, куди забажають[30][37]. Палеологи пообіцяли зробити те саме з будь-якими венеційцями, ув'язненими на території Візантії, і заборонити виробництво та продаж зброї для використання проти венеційців[32][38].
3. Так само імператор пообіцяв «на Істинному і Чесному Хресті за звичаями греків і Святим Євангелієм Божим» дотримуватися тих самих умов, щоб гарантувати, що ніякої шкоди не спіткає венеційців на Криті чи будь-якому іншому з їхніх володінь, і усунути будь-кого зі своїх людей з Криту (куди були направлені візантійські війська на підтримку повстання братів Чортаців). Подібним чином Палеолог зобов'язався не нападати на венеційські володіння Модон і Корон в Мореї, а також на венеційські острови в Егейському морі, а також поважати договір між Венецією та Ахейським князівством щодо Негропонте[30][39][40].
4. Венеційцям було дозволено оселитися в Константинополі та будь-якій іншій частині Імперії. Для цього імператор не буде за свій рахунок надавати венеційцям спеціальні приміщення, але вони зможуть вільно орендувати для себе будинки, лазні та пекарні на певних умовах, а також мали б право використовувати власні міри та ваги та мати церкви зі своїм власним латинським обрядом. Зобов'язання сплачувати оренду було новим, але венеційські купці знову, як і раніше, були звільнені від будь-яких податків в Імперії[30][41][42].
5. Генуезці могли залишитися в Імперії, що було помітним відхилинням від договору 1265 року, за умови, що генуезці та венеційці не вступатимуть у взаємну ворожнечу між Абідосом біля входу в Дарданелли та північним входом до Босфору на Чорному морі. Якщо будь-яка сторона порушить цю домовленість, імператор виступатиме як арбітр[30][41][40].
6. Якщо будь-який венецієць помре на території Візантії, то розпорядження його майном повинно бути доручене венеційським ректорам або бейло, або іншим венеційцям без втручання з боку візантійської влади[32][43].
7. Будь-яке венеційське судно або екіпаж, які зазнали корабельної аварії, отримають будь-яку можливу допомогу від візантійської влади, щоб повернути своє майно[32][44].
8. Венеційським кораблям було дозволено купувати зерно будь-де в Імперії та експортувати його без обмежень, за винятком земель, ворожих Імперії, до тих пір, поки його ціна залишалася на рівні 50 золотих гіперпір до 100 модій ; якщо ціна зросте, то експорт буде дозволений лише за чітким дозволом імператора[32][44].
9. У випадку, якщо венеційця звинуватять у вбивстві візантійця або іншого венеційця в Константинополі, справу розглядатиме імператор, але інший злочин проти візантійця або вбивство іншого венеційця за межами Константинополя розглядатиме венеційський ректор, або байло[40][45][46].
10. Будь-яка шкода, заподіяна на візантійських територіях венеційськими корсарами, буде відшкодована бейло, який також відповідатиме за притягнення їх до суду. Венеція також пообіцяла не надавати ніякої допомоги корсарам, які діють проти Імперії, і навіть не ховати їх. Дії венеційців, які керували деякими з островів Егейського моря, які не підпорядковувалися республіці, були прямо виключені з цієї угоди. Примітно, що візантійські корсари в угоді не згадувалися, незважаючи на їх активну присутність у регіоні[32][38][40].
11. Візантійські купці мали право приїжджати до Венеції і торгувати будь-якими товарами, які вони бажають, без перешкод[47].

## Наслідки

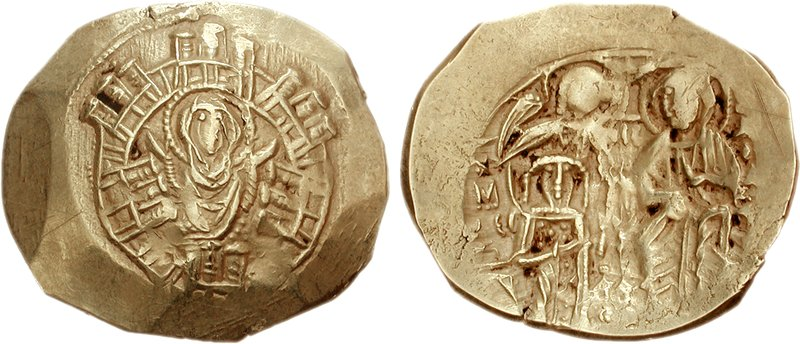
Гіперпірон Михаїла VIII Палеолога

Угода швидко принесла візантійцям свої плоди: у вересні 1269 року Карл Анжуйський надіслав до Венеції послів — ахейського лицаря Ерарда д'Аунуа та абата монастиря в Монтекассіно, щоб залучити Республіку до своїх планів проти Палеолога, але дож відмовився, посилаючись на Візантійсько-венеційський договір 1268 року. Позиція Венеції відображала на той момент як задоволення отриманням доступу до ринків Візантійської імперії, так і загальне занепокоєння спрямуванням агресивної політики Карла в Адріатиці, включаючи нещодавно укладену угоду з Угорщиною, традиційним суперником Венеції в Далмації. У 1272 році, коли перемир'я наближалося до закінчення, до Венеції одночасно прибули посланці Карла, Балдуїна та Палеолога. Візантійські посли привезли з собою 500 венеційських полонених, очевидно захоплених на Евбеї під час походів візантійського адмірала Олексія Дуки Філантропена проти лангобардських володарів Негропонте в попередні роки — незважаючи на перемир'я між Венецією та Візантією, венеційці перебували в складі екіпажів лангобардських галер. Серед інтенсивних дипломатичних маневрів, включаючи неодноразові заклики папи Григорія X не продовжувати перемир'я з Візантією, дож вважав за краще обережно чекати розвитку подій. Відповідно венеційське-візантійське перемир'я мовчазно залишалося в силі, навіть якщо воно не було офіційно поновлено. Цілком можливо, що дію договору 1268 року було поновлено після закінчення терміну його дії в 1273 році, чи то через механізм щорічного продовження, чи шляхом укладання повноцінного нового договору, який не зберігся. Ці поновлення, можливо, містили новий пункт про репарації, який був включений у пізніший договір 1277 року.
Тим не менш, венеційці мали підстави бути незадоволеними, оскільки положення договору щодо вільного та безпечного пересування венеційських купців та їхніх товарів візантійці не дотримувалися ретельно: у 1278 році дож представив понад 300 справ про завдання з 1268 року шкоди венеційським кораблям, купцям та товарам підданими імператора; багато з кривдників були візантійськими піратами, але збитки також завдавались солдатами, митниками та місцевими губернаторами, і навіть, одного разу, севастократором (можливо, зведеним братом Палеолога Костянтином), який пограбував і вбив венеційського архідиякона, захопленого на кораблі біля Мореї.
У 1270 році владу в Генуї захопила антианжуйська коаліція, а в 1272 році Палеолог відновив свій союз з містом, тепер спрямований проти Карла Анжуйського. Дипломатичний наступ Палеолога продовжувався його зближенням з папством, яке єдине могло або рішуче продовжити (оголосивши його кампанію проти Константинополя хрестовим походом), або зірвати плани Карла. Умови, висунуті папою, були суворими: імператор і східна церква повинні були визнати свої помилки та прийняти папську зверхність. Зіткнувшись із нарощуванням анжуйських військово-морських сил і альянсів, Палеологу довелося поступитися, і Унія церков була проголошена на Другому Ліонському соборі в 1274 році. Хоча унія виявилася дуже непопулярною серед представників візантійської церкви і населення, це був «дипломатичний тріумф» Палеолога, оскільки Папа визнав його законним імператором Константинополя і заборонив Карлу нападати на нього. Тим часом Палеолог використав нагоду, щоб атакувати своїх грецьких і латинських суперників у Греції.
Хоча венеційські представники в Ліоні голосно наголошували на тому, що Венеція все ще заявляє про свої права в «Романії», дипломатичну перемогу в 1274 році отримав Палеолог, права якого були визнані папою, і новий венеційський дож Джакопо Контаріні, у 1276 році надіслав послів до Константинополя, щоб переглянути договір 1268 року. Це призвело до угоди, укладеної між Палеологом і венеційським посланцем Марко Бембо 19 березня 1277 року. Примітно, що ця угода була сформульована не як угода, а скоріше як хрисовулл, дарча грамота, надана візантійським імператором Венеції. Однак, враховуючи нестабільну міжнародну ситуацію, її строк був обмежений двома роками. Після закінчення терміну дії, вона не була продовжена і в 1281 році венеційці за договором в Орв'єто увійшли до антивізантійської коаліції Карла, причому на квітень 1283 року було заплановано початок експедиції проти Константинополя. Однак задуми Карла були фатально перервані антифранцузьким повстанням на Сицилії в березні 1282 року та наступною війною Сицилійської вечірні. За умовами договору в Орв'єто Венеція та Візантія перебували в стані війни. Поразка Карла в результаті Сицилійської вечірні зруйнувала шанси венеційців відновити своє привілейоване становище, і на час воєнного стану їхня торгівля зі Сходом була перервана на користь генуезців. Після тривалих переговорів, у липні 1285 року було укладено остаточний Візантійсько-венеційський десятирічний мирний договір, який по суті поновлював угоду 1277 року.